# Georgios Kondylis
Georgios Kondylis (Γεώργιος Κονδύλης) (Proussos, 14 agosto 1878 - Atene, 1º febbraio 1936) è stato un generale e politico greco, che ricoprì le cariche di Primo ministro per due volte e di reggente del Regno di Grecia, quando nel 1935 la monarchia greca venne restaurata e Giorgio II ritornò ad Atene.

## Biografia

### Giovinezza
Georgios Kondylis nacque il 14 agosto 1879 a Proussos, in Euritania; e all'età di 18 anni si arruolò come volontario nell'Esercito greco per partecipare alla Rivoluzione cretese della fine del XIX secolo. In seguito combatté come euzone nella disastrosa Guerra greco-turca del 1897, quando ricevette il grado di Tenente. Nel 1900 non fu ammesso alla Scuola Sottufficiali a causa del suo carattere instabile e della sua inclinazione per le feste, il bere ed il gioco d'azzardo, un'attrazione che lui stesso ammise. Pochi anni dopo, durante la lotta macedone, movimento per la liberazione della regione dal dominio ottomano , ricoprì l'incarico di vice comandante nella zona di Morichovo, dove fu gravemente ferito l'8 settembre 1905  Grazie al suo coraggio durante la lotta macedone, nel 1905 ricevette il grado di anti-difesa e partecipò attivamente alle cospirazioni che portarono alla rivoluzione di Goudi nel 1909. Tale evento portò il licenziamento dei principi reali dalle loro posizioni nelle forze armate, ed inoltre costrinse il principe ereditario Costantino, assieme alla moglie Sofia ed ai figli, a lasciare la Grecia ed a trasferirsi in Germania. Grazie al neo primo ministro greco Venizelos, i reali ritornarono ad Atene ed ogni principe riottenne le posizioni militari .

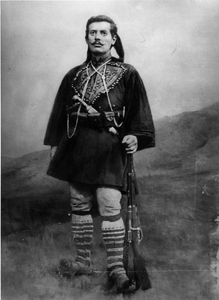
Georgios Kondylis in uniforme durante la Lotta macedone.

Kondylis distinse nelle due Guerre balcaniche, combattuta dalla Grecia tra il 1912 ed il 1913 (la prima contro la Turchia, la seconda contro la Bulgaria) guidando la sua compagnia nelle battaglie di Kresna, Lachanas e Tzoumagias. Per il coraggio dimostrato in queste battaglie, il 21 maggio 1914 fu promosso Capitano al valore .

### Grande guerra
Durante lo Scisma Nazionale, apertosi a causa degli scontri tra la politica di neutralità filo-tedesca del re Costantino I e quella interventista a fianco dell'Intesa del primo ministro Venizelos, Georgios Kondylis si schierò a fianco del capo del governo e nel famoso episodio di Faia Petra nell'agosto del 1916, dove, in qualità di comandante di compagnia del 17° reggimento, si rifiutò per due giorni di cedere il forte ai tedesco-bulgari, nonostante gli ordini del governo realista di Stephanos Skouloudis. Kondylis difese il forte per due giorni e lo abbandonò solo quando esaurirono le munizioni, lasciando la fortezza, aprendosi la strada con la battaglia, salvando l'onore delle armi greche. Il 23 agosto 1916 Kondylis si unì definitivamente al Governo Provvisorio di Difesa Nazionale, prestando servizio nella divisione Serres sotto il comando del colonnello Nikolaos Christodoulou, la cui unità evitò la cattura venendo trasportata su navi alleate a Salonicco.

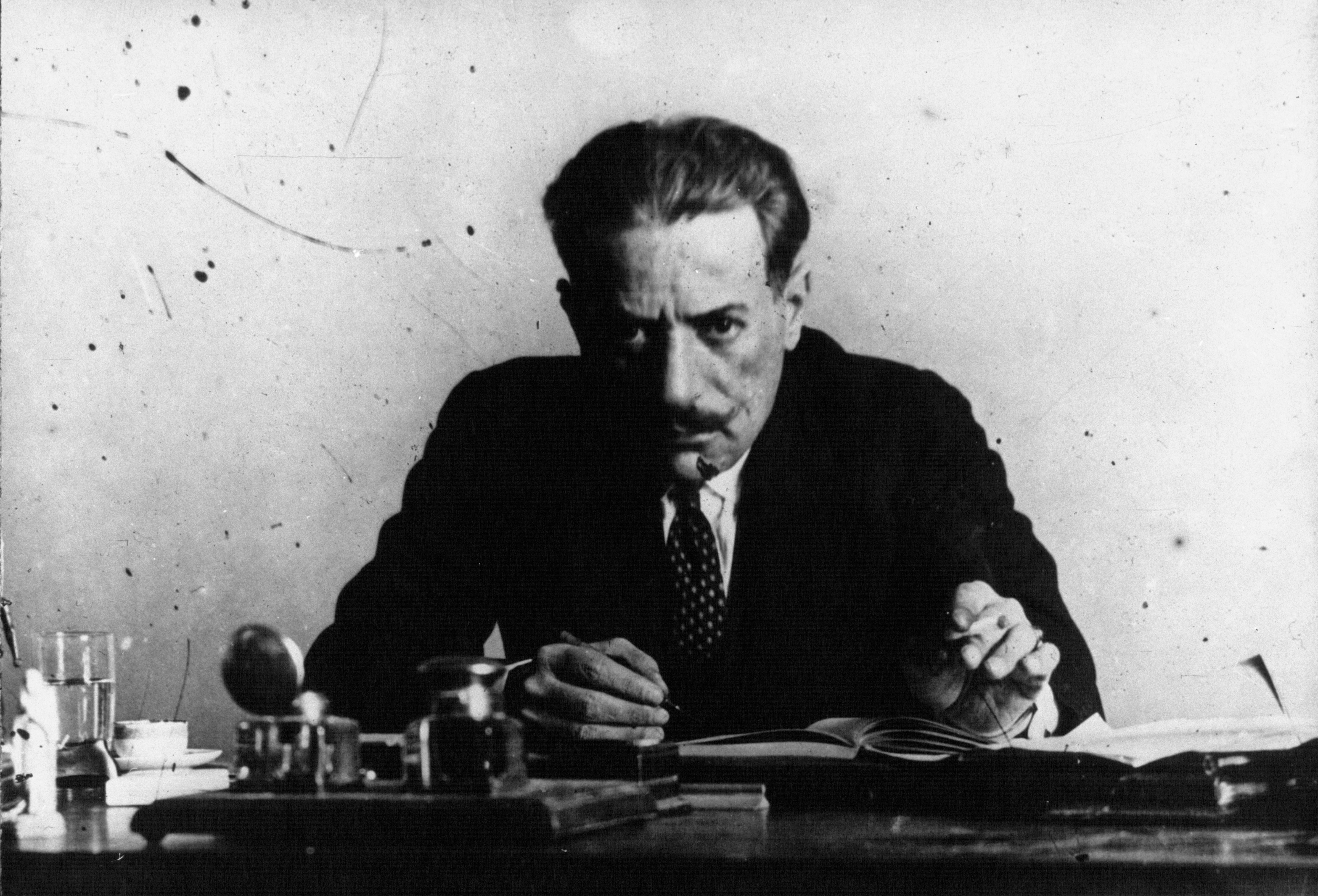
Georgios Kondylis in abiti civili, 1932.

Kondylis divenne famoso in Grecia per la sua crudele oppressione di una rivolta lealista in Calcidica (settembre 1916): Kondylis, in qualità di agente del Governo di Difesa, eseguì la coscrizione obbligatoria e le sue azioni furono descritte in un'indagine della procura del 1921 con oltre 70 testimonianze giurate. Kondylis arrivò a Galatista il 7 settembre, dove incontrò il fermo rifiuto degli abitanti, per lo più contrari a Venizelos, di arruolarsi. La reazione di Kondylis fu quella di arrestare i più importanti filo-rivoluzionari che si opponevano alla coscrizione, imprigionandoli dopo averli fatti sfilare per le vie della città appendendo loro al collo cartelli con la scritta "traditore". Kondylis continuò la sua marcia verso Poligiro, dove apprese che le truppe realiste avevano attaccato la sua retroguardia e disarmato i soldati che aveva lasciato a Galatista. Rinforzato con 200 uomini inviatigli da Salonicco, tornò, sconfiggendo facilmente i coscritti disorganizzati che avevano causato 11 morti. Dopo aver ripreso Galatista, Kondylis giustiziò sommariamente tre coscritti che aveva catturato (Sarafianos, Kymourtzis, Panelas), mentre arrestò persino le madri e le mogli dei coscritti (An. Zampanis, Tr. Tsakni, Maria Kotsani, Maria Chalati), per costringere coloro che si erano rifugiati sulle montagne ad arrendersi. Ci furono testimonianze giurate sull'uso della tortura sui dissidenti, sembra che lo stesso Kondylis torturò fisicamente e maltrattasse i prigionieri, mentre nei discorsi pubblici insultò re Costantino I. Il 18 settembre, impiccò il capo delle truppe, Grigorios Synapalos di Vabdos, un ex macedone, il sacerdote settantenne anti-venizelista del villaggio di Stavros Papa-Dimitris e il gendarme anti-venizelista di Ormylia, Antonios Patriarcheas. 
Secondo le fonti anti-venizeliste dell'epoca, l'impiccagione di Synapalos fu eseguita dallo stesso Kondylis, passando il cappio al collo del futuro defunto e prendendo a calci lo sgabello su cui si trovava. L'ultima misura repressiva tentata senza successo da Kondylis fu l'isolamento della Calcidica e la privazione delle sue scorte alimentari, cosicché coloro che si opponevano alla coscrizione sarebbero morti di fame. Dopo tali eventi, Kondylis vennepromosso al grado di Tenente colonnello. Nel periodo successivo, fino al 1919, mantenne una corrispondenza diretta con Eleutherios Venizelos, che comprendeva non solo questioni militari, ma anche politiche.

### Carriera successiva
Quando dopo la morte del sovrano Alessandro di Grecia, avvenuta nel 1920, la corona greca fu restituita al re Costantino I, costretto ad abdicare ed a lasciare il paese nel 1917, Kondylis, fervente venizelista, si oppose e fuggì a Costantinopoli insieme ad altri ufficiali venizelisti assieme ai quali organizzò la "Difesa Democratica" (Δημοκρατική Άμυνα). Dopo la disastrosa sconfitta greca contro la Turchia e la successiva rivoluzione del 1922, Kondylis ritornò in Grecia come Maggiore generale, reprimendo una rivolta realista del 1923. Si ritirò dall'esercito e si dedicò alla politica: venne eletto deputato del Parlamento ellenico alle elezioni del 1923 per la circoscrizione di Rodope, inizialmente per il Partito Democratico Greco ma in seguito fondò il Partito Nazionaldemocratico (Εθνικό Δημοκρατικό Κόμμα), ribattezzato nel 1928 Partito Radicale Nazionale (Εθνικό Ριζοσπαστικό Κόμμα). Fu Ministro della Guerra dal marzo al giugno 1924, mentre il 24 agosto 1926 rovesciò la dittatura di Theodoros Pangalos con un colpo di stato incruento e formò un governo (agosto - dicembre 1926), indicendo elezioni per novembre alle quali però il suo partito non partecipò. Alle elezioni dell'agosto 1928, gli elettori elessero deputati nove candidati del suo partito e lui venne eletto a Kavala.

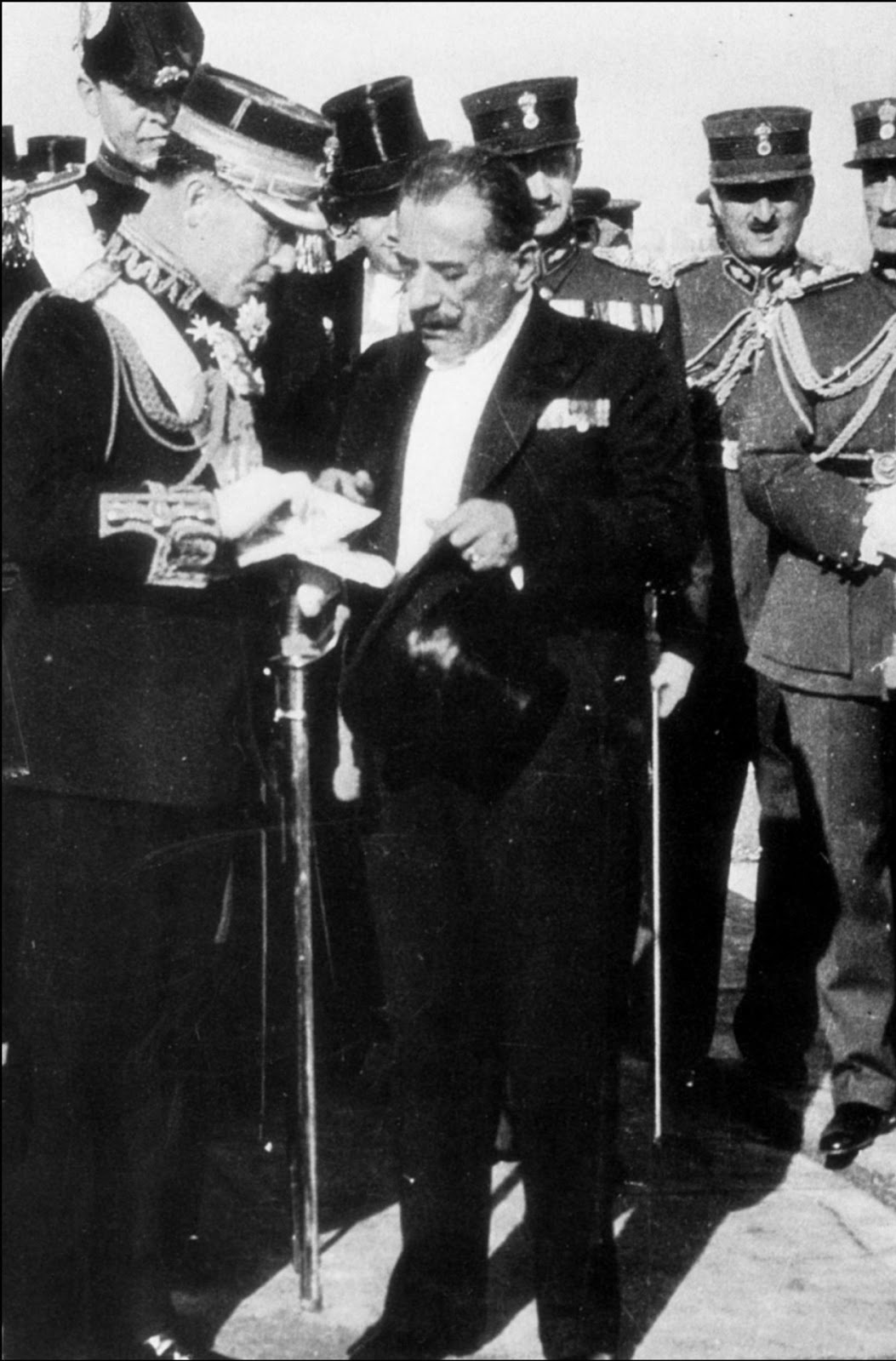
Georgios Kondylis e Giorgio II al suo ritorno ad Atene, nel novembre 1935.

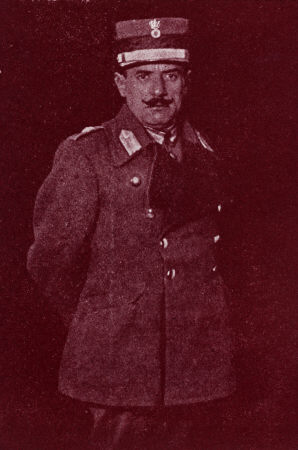
Georgios Kondylis in uniforme nel 1935.

Fu in questo periodo che Kondylis iniziò a spostarsi verso destra: nel 1932 divenne nuovamente Ministro della Guerra in cambio del suo sostegno al governo populista, carica che mantenne anche dopo la rielezione dei populisti nel 1933. Da questo incarico fu determinante nel reprimere la rivolta venizelista del marzo 1935. Nel periodo immediatamente successivo alla rivolta, Kondylis divenne il vero potere nel paese. Licenziò numerosi soldati e funzionari statali filo-repubblicani e condannò a morte Venizelos in contumacia. Nel 1935 Georgios Kondylis era uno degli uomini più importanti dell'establishment greco; costrinse il Premier Panagis Tsaldaris a dimettersi assumendo lui stesso la guida dell'esecutivo ellenico, sospendendo nel frattempo numerose disposizioni costituzionali. Nello stesso periodo, Kondylis guidò le forze lealiste sopprimendo un tentato colpo di Stato venizelista, fazione che egli stesso appoggiò in precedenza. Kondylis, che nel frattempo si era unito ai conservatori, decise di indire un referendum per ristabilire la monarchia, nonostante in passato fosse stato un sostenitore dell'ala antimonarchica della politica greca. Nel 1935 si tenne così un plebiscito per il ritorno della monarchia, con il 98% dei voti a favore della restaurazione della monarchia con re Giorgio II. In attesa del ritorno del sovrano greco, Kondylis assunse la carica di Reggente e di Primo ministro dal 10 ottobre al 25 novembre 1935. Secondo i risultati ufficiali del referendum, solo il 2% votò contro la monarchia; gli osservatori dell'epoca espressero seri dubbi sulla legittimità del voto. Oltre all'improbabile alto numero di "sì", il voto si tenne in circostanze tutt'altro che segrete. Gli elettori gettavano un pezzo di carta blu nell'urna se sostenevano il ritorno del re, o un pezzo di carta rossa per mantenere la repubblica. Chiunque gettasse un pezzo di carta rossa rischiava di essere picchiato. La monarchia venne restaurata e Giorgio II ritonrò ad Atene come sovrano .
Probabilmente Kondylis voleva imitare il Duce Mussolini, dittatore italiano dal 1922, che aveva ridotto i poteri del sovrano italiano Vittorio Emanuele III di Savoia. Kondylis entrò presto in conflitto con re Giorgio II, che non si accontentava di essere un semplice burattino, e si dimise dal governo cinque giorni dopo. Alle elezioni del gennaio 1936, collaborò con Ioannis Rallis e riuscì a far eleggere quindici parlamentari. Poco dopo, tuttavia, morì di infarto il 1° febbraio 1936 ad Atene . Venne insignito dell'Ordine dell'Aquila bianca, onorificenza del Regno di Serbia.